# 12171 Johannink
12171 Johannink è un asteroide della fascia principale. Scoperto nel 1977, presenta un'orbita caratterizzata da un semiasse maggiore pari a 2,7380757 UA e da un'eccentricità di 0,0596033, inclinata di 2,37651° rispetto all'eclittica.